# Fleroya rubrostipulata
Fleroya rubrostipulata là một loài thực vật có hoa trong họ Thiến thảo. Loài này được (K.Schum.) Y.F.Deng mô tả khoa học đầu tiên năm 2007.